# Kurek czerwony
Kurek czerwony (Chelidonichthys lucerna) – gatunek ryby skorpenokształtnej z rodziny kurkowatych (Triglidae). Występuje w północnym Atlantyku, od Norwegii po Gwineę i Sierra Leone (według niektórych źródeł po wybrzeże Ghany), także w morzach Północnym i Bałtyckim, kanale La Manche, morzach Śródziemnym i Czarnym. Na części zasięgu pospolity. Kurek czerwony jest rybą morską. Prowadzi przydenny tryb życia, przy dnie mulistym, piaszczystym, żwirowym lub kamienistym, obserwowany na głębokości do 318 m. Okres godowy w różnym czasie w zależności od lokalizacji. Ikra i larwy są pelagiczne. Młode osobniki przebywają głównie w litoralu, nierzadko w ujściach rzek, starsze obecne także w pelagialu. Żerując, C. lucerna przejawia zachowania oportunistyczne. Jego dieta jest zróżnicowana. Żywi się głównie małymi rybami, skorupiakami i mięczakami. Obserwuje się sezonową zmienność diety – zimą przeważają ryby, latem skorupiaki. Osiąga do 75 cm długości całkowitej, zazwyczaj 25–50 cm. Cechą charakterystyczną są trzy pierwsze promienie płetw piersiowych, które są przekształcone w wolne i ruchliwe, palczaste wyrostki pełniące funkcje motoryczną, tzn. ułatwiają rybie poruszanie się po dnie i czuciową, przede wszystkim smakową. Ubarwienie zmienne. Grzbiet od żółtego przez intensywny czerwony do ciemnobrązowego z poprzecznym ciemnym prążkowaniem. Boki od czerwonawych przez pomarańczowe do żółtawych. Brzuch różowy do białawego. Płetwy piersiowe ciemnoniebieskie lub zielonkawe, jasno obrzeżone. Płetwy brzuszne, odbytowa i ogonowa czerwonawe. Poławiany jako ryba konsumpcyjna – gospodarczo i w wędkarstwie, spotykany w akwariach publicznych. Mięso jest uważane za smaczne. Od 2015 IUCN uznaje kurka czerwonego za gatunek najmniejszej troski (LC). Trend populacji jest nieznany.

## Taksonomia

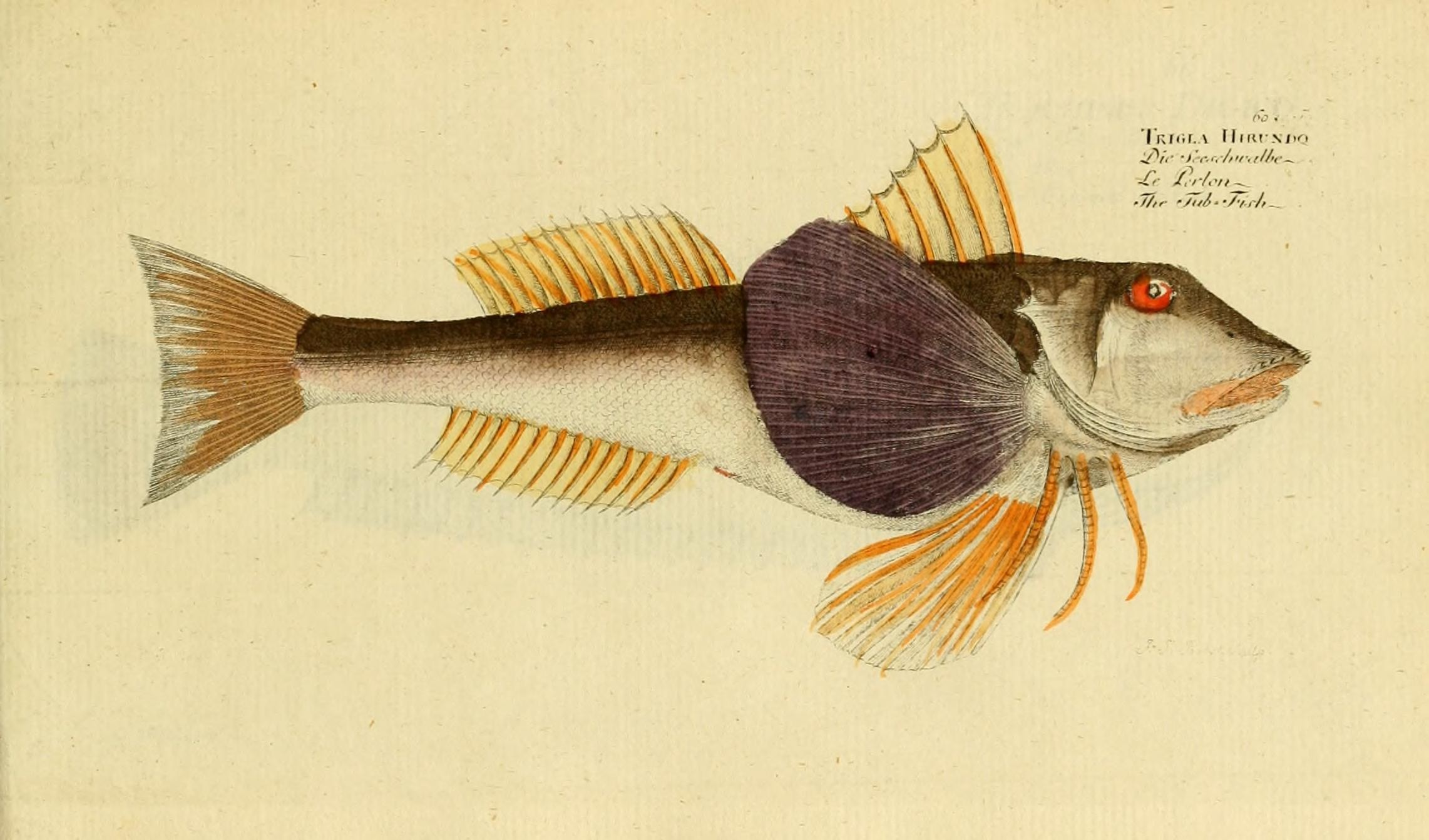
Chelidonichthys lucerna syn. Trigla hirundo wg rysunku M.E. Blocha z 1796

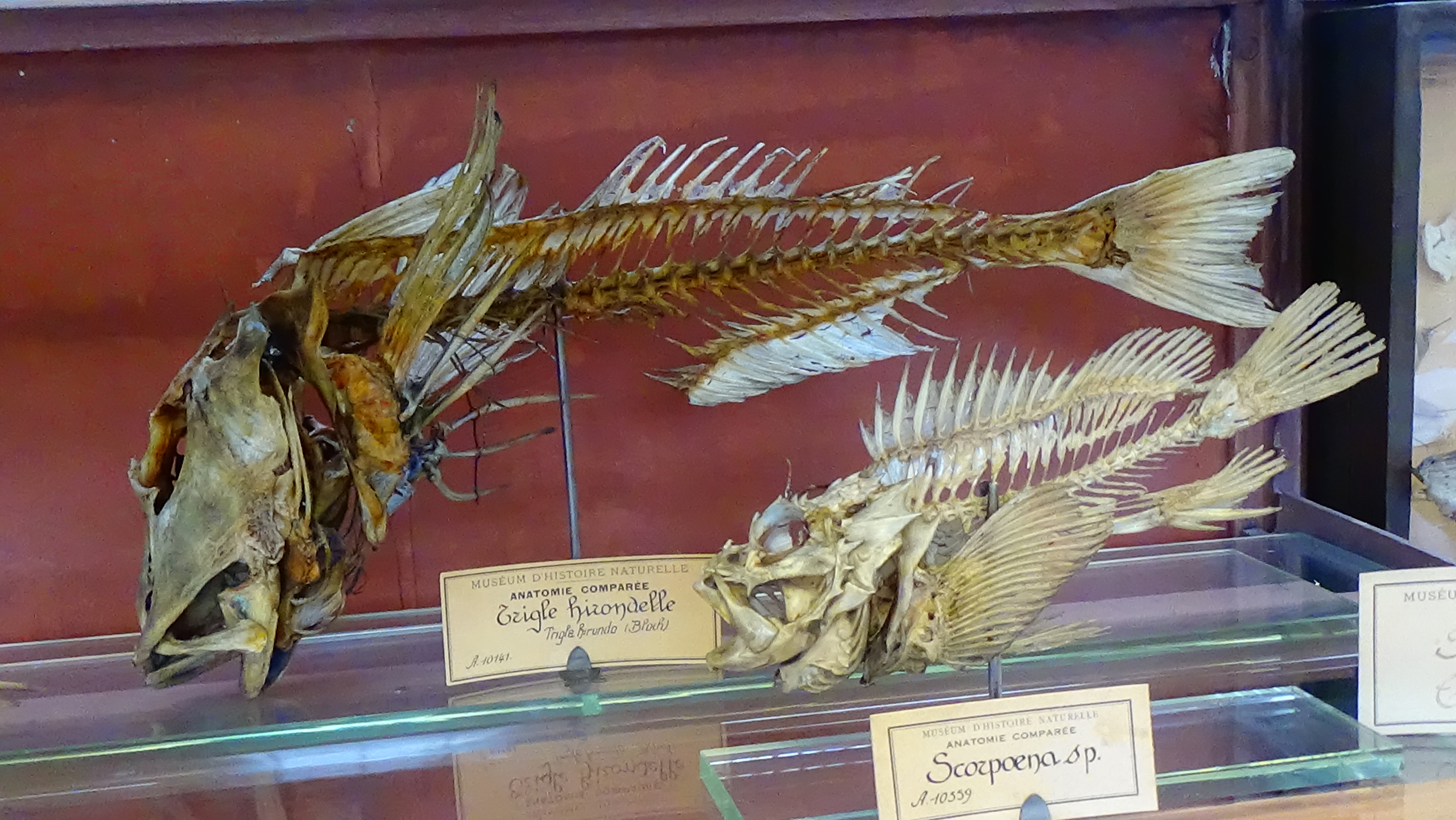
Szkielet Chelidonichthys lucerna syn. Trigla hirundo w Muzeum Historii Naturalnej w Paryżu

Po raz pierwszy gatunek naukowo opisał Karol Linneusz w 1758, w dziesiątej edycji swojej pracy pt. Systema Naturae, na podstawie syntypu – skóry o długości standardowej 221 mm, przechowywanego obecnie (2018) w Muzeum Historii Naturalnej w Londynie i skatalogowanego pod numerem BMNH 1857.6.13.96. Jako miejsce typowe Linneusz wskazał Ocean Północny. Nie był to jednak pierwszy opis tego gatunku, a syntyp był częścią serii zbiorów. Wcześniej pisał o nim szwedzki przyrodnik Peter Artedi w swojej pracy pt. Ichthyologia sive opera omnia de piscibus, wydanej w 1738. Ostatecznie okaz trafił w posiadanie Laurensa Theodoora Gronoviusa, holenderskiego przyrodnika, który jego charakterystykę umieścił w jednym z zeszytów serii Museum ichthyologicum sistens piscium indigenarum and quorundam exoticorum, publikowanej w latach 1754–1756. To jednak Linneusz jako pierwszy opisał gatunek zgodnie z zasadą naukowego oznaczania nazwy gatunku. W połowie XIX wieku kolekcja Gronoviusa była oferowana na aukcjach Henry’ego Phillipsa przy Bond Street w Londynie. Zbiór nabył J.E. Gray, ówczesny kustosz Departamentu Zoologii Muzeum Brytyjskiego. Obecnie (2018) kurek czerwony jest klasyfikowany w rodzaju Chelidonichthys, w rodzinie kurkowatych, w rzędzie ryb skorpenokształtnych. W rodzaju Chelidonichthys został umieszczony przez W.J. Richardsa w 1968 jako Chelidonichthys lucernus. Jako Chelidonichthys lucerna sklasyfikowany został przez Bilecenoglu i innych w 2002. Kod taksonomiczny według FAO – 1780200302.

## Rozmieszczenie i środowisko

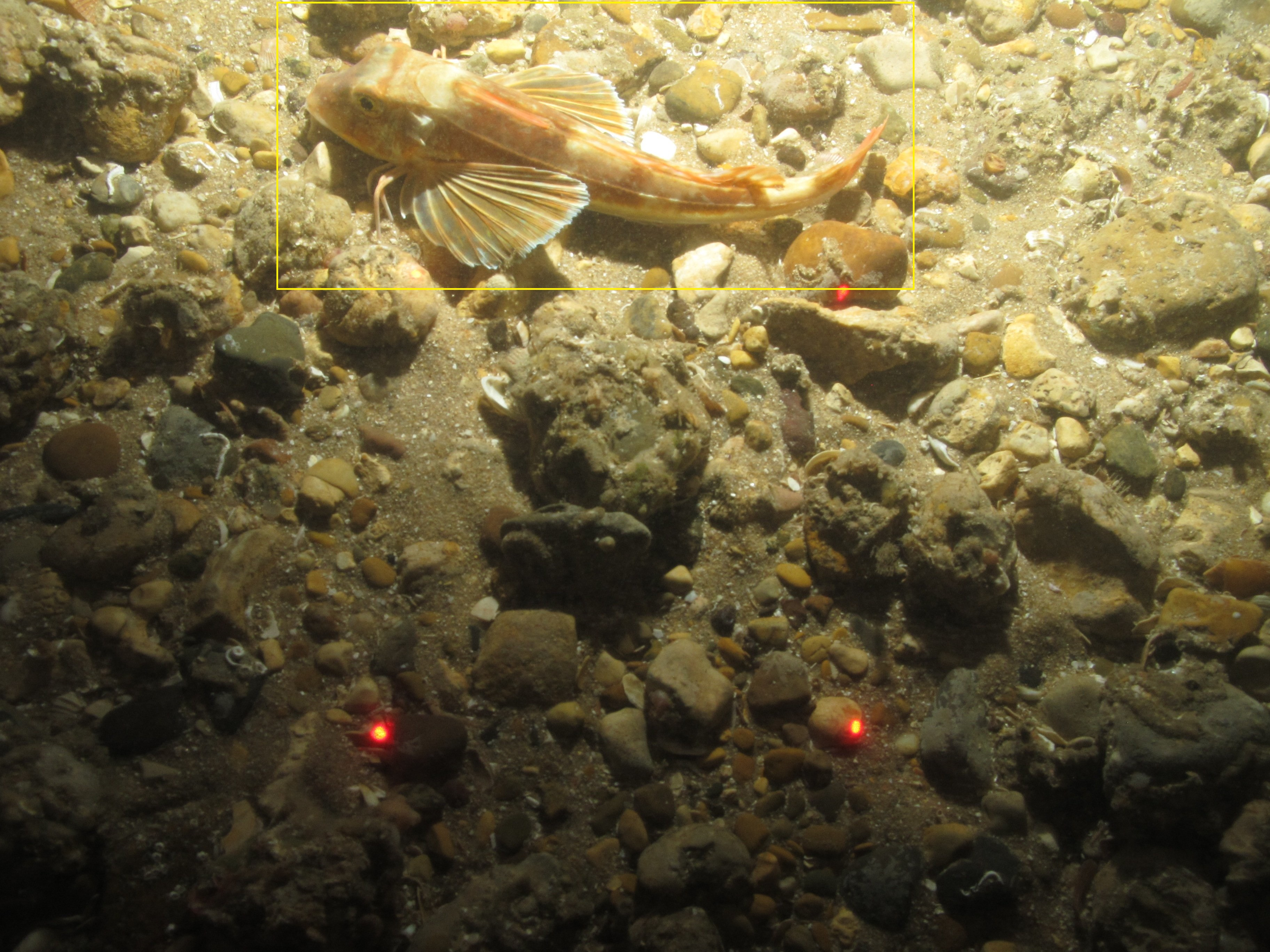
Kurek czerwony na skalistym dnie kanału La Manche

Występuje w północnym Atlantyku, od Norwegii po Gwineę i Sierra Leone (według niektórych źródeł aż po Ghanę), także w morzach Północnym i Bałtyckim, kanale La Manche, morzach Śródziemnym i Czarnym. Zasięg występowania C. lucerna (nieuwzględniający Zatoki Gwinejskiej) zamyka się w obszarze 66°N–9°N, 18°W–42°E, obejmując wody Norwegii, Wielkiej Brytanii, Wyspy Man, Jernsey i Guernsey, Irlandii, Francji, Belgii, Holandii, Danii, Szwecji, Niemiec, Polski, Hiszpanii (w tym Wysp Kanaryjskich), Gibraltaru, Portugalii (w tym Madery, nieobecny jednak wokół Azorów), Włoch, Malty, Słowenii, Chorwacji, Bośni i Hercegowiny, Czarnogóry, Albanii, Grecji, Turcji, Bułgarii, Rumunii, Ukrainy, Rosji, Syrii, Libanu, Cypru, Egiptu, Libii, Tunezji, Algierii, Maroka, Sahary Zachodniej, Mauretanii, Senegalu, Gambii, Gwinei-Bissau, Gwinei i Sierra Leone, według niektórych źródeł także Liberii, Wybrzeża Kości Słoniowej i Ghany. Z zachodniej Afryki obserwacji jest niewiele, lecz prawdopodobnie wynika to z braku dostatecznych badań. W podziale na regiony rybołówstwa FAO (ang. FAO Major Fishing Areas) gatunek notowany w regionach północno-wschodniego Atlantyku (27), środkowo-wschodniego Atlantyku (34) oraz Mórz Śródziemnego i Czarnego (37).  W Bałtyku sporadyczny, przy wybrzeżu polskim obserwowany jeszcze rzadziej. Jest jednym z dwóch gatunków kurkowatych, obok kurka szarego (Eutrigla gurnardus), pojawiającym się w polskich wodach. Na części zasięgu pospolity. Nie ma dostępnych danych na temat populacji tego gatunku ze środkowo-wschodniego Atlantyku. Globalny trend populacji nieznany (2018).
Kurek czerwony jest rybą morską. Prowadzi przydenny tryb życia, przy dnie mulistym, piaszczystym, żwirowym lub kamienistym, na głębokości od 5 do 300 m (wg innych źródeł od 20 do 318 m; na głębokości 318 m obserwowany był w Morzu Jońskim). Młode osobniki bardzo często bytują w pobliżu brzegów, ze szczególnym uwzględnieniem ujść rzecznych, nierzadko wpływają w strefę wody słodkiej. Mimo że jest rybą denną, bywa spotykany także w wyższych warstwach wody. Starsze osobniki widywane są również poza litoralem, w strefie pelagialnej, gdzie oprócz dużych zdolności pływackich jak na ryby denne, obserwowano ich wyskoki ponad powierzchnię wody. Badania przeprowadzone od maja 2005 do marca 2007 na Morzu Adriatyckim, w wyniku których odłowiono 1114 okazów, potwierdziły tę zależność. Osobniki młodociane w zdecydowanej większości przebywały na głębokości od 10 do 25 m, dojrzałe preferowały większe głębokości, choć w przypadku tych drugich różnica w liczebności w poszczególnych przedziałach głębokości nie była tak wyraźna jak w przypadku młodych. Występuje także zależność pomiędzy porą roku a przebywaniem na określonej głębokości. Wiosną i latem kurek czerwony bytuje w płytkich wodach, zimą przenosi się na większe głębokości. Preferuje wody o temperaturze od 8 do 24 °C.

## Morfologia

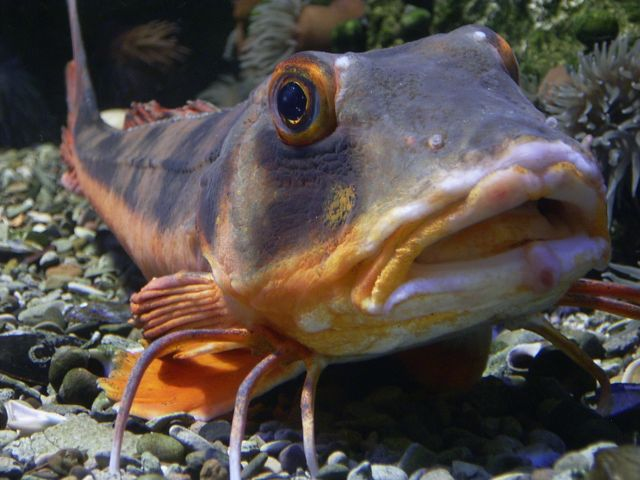
Głowa kurka czerwonego; pod głową wyraźnie widoczne palczaste promienie płetwy piersiowej

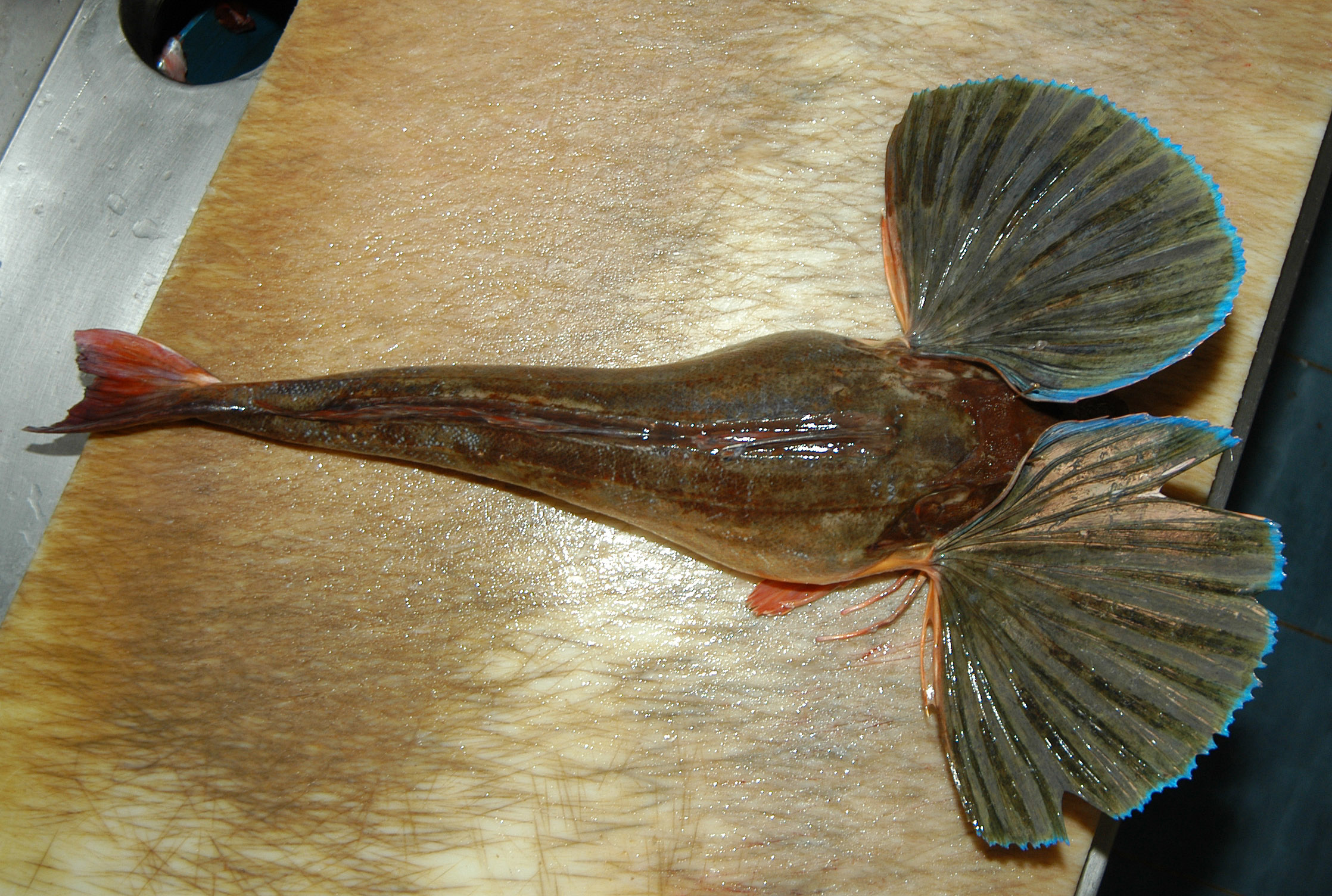
Jasno obrzeżone, duże płetwy piersiowe kurka czerwonego

Osiąga do 75 cm długości całkowitej, zazwyczaj 25–50 cm. Wymiary przykładowego osobnika w odniesieniu do długości całkowitej: długość standardowa – 83,5%, długość ogonowa – 96,0%, długość przedanalna – 58,6%, długość przedgrzbietowa – 27,0%, długość przedbrzuszna – 17,9%, długość przedpiersiowa – 20,7%, głębokość ciała – 15,8%, długość głowy – 22,4%, średnica oka – 19,4% długości głowy. Ciało wydłużone, stożkowate i bardziej krępe niż u kurka szarego (dawniej klasyfikowany wraz z kurkiem czerwonym w rodzaju Trigla). Głowa o profilu lekko wklęsłym, trójkątna, pokryta skostniałymi płytkami skórnymi, z pyskiem również zakończonym dwiema wysuniętymi, krótkimi płytkami, wyższa niż u kurka szarego. Reszta ciała pokryta drobnymi, gładkimi łuskami, z wyjątkiem linii bocznej, którą to tworzy 70 łusek większych od pozostałych. Od 18 do 20 rzędów łusek powyżej linii bocznej i od 37 do 60 rzędów poniżej niej. Dwie blisko siebie położone płetwy grzbietowe – pierwsza z 8–10 promieniami twardymi, druga z 15–18 promieniami miękkimi. Na grzbiecie, wzdłuż nasady płetw grzbietowych, biegnie 24–25 małych kolców kostnych. Na pierwszym łuku skrzelowym od 7 do 11 wyrostków filtracyjnych. Płetwy piersiowe duże, wachlarzowate, sięgające do czwartego promienia płetwy odbytowej. Trzy pierwsze promienie płetw piersiowych są przekształcone w wolne (nie są związane błoną) i ruchliwe, palczaste wyrostki (co jest cechą charakterystyczną dla całej rodziny). Pełnią one funkcję motoryczną, tzn. ułatwiają rybie poruszanie się po dnie, przytrzymują i stabilizują ciało, a także czuciową, przede wszystkim smakową, pozwalając na sprawne wyszukiwanie pożywienia na miękkim podłożu. Warstwa gruczołowa naskórka tych wyrostków jest zbudowana z komórek kubkowatych wrzecionowatych, których cytoplazma wypełniona jest białkową wydzieliną zawartą w pęcherzykach. Płetwa odbytowa z 14–17 promieniami miękkimi. Dzięki dobrze rozwiniętemu pęcherzowi pławnemu kurki te zdolne są do wydawania dźwięków przypominających warczenie. Maksymalna odnotowana masa – 6 kg.
Ubarwienie zmienne. Grzbiet od żółtego przez intensywny czerwony do ciemnobrązowego z poprzecznym ciemnym prążkowaniem. Boki od czerwonawych przez pomarańczowe do żółtawych. Brzuch różowy do białawego. Płetwy piersiowe ciemnoniebieskie lub zielonkawe, jasno obrzeżone, z czarnoniebieską plamą i niebieskimi punktami po stronie wewnętrznej i jasnoniebieskimi punktami po stronie zewnętrznej. Płetwy brzuszne, odbytowa i ogonowa czerwonawe.

## Rozród
Trze się w zależności od położenia geograficznego – w Morzu Śródziemnym w okresie zimowym, w kanale La Manche na początku lata, w Zatoce Kabiskiej od października do maja. Niezależnie od lokalizacji w całym okresie tarłowym obserwuje się wyraźny okres szczytowy. W Zatoce Kabiskiej przypadał na styczeń i luty. Dojrzałość płciową również osiąga zmiennie w zależności od lokalizacji. Osobniki z Zatoki Kabiskiej dojrzewały płciowo przy średniej długości całkowitej 20,4 cm, przy czym u samic było to 21,6 cm, a u samców 19,2 cm. U wybrzeży północno-zachodniej Walii dojrzałość płciową osiągały wraz ze średnią długością całkowitą równą 28,0 cm i wiekiem 2,8 lat dla obu płci, przy czym u samców było to 29,1 cm i 2,8 lata, a u samic 27,7 cm i 2,7 lata. Okrągła, gładka, nielepka ikra, a następnie larwy są pelagiczne. Maksymalny odnotowany wiek kurka czerwonego – 15 lat.

## Odżywianie

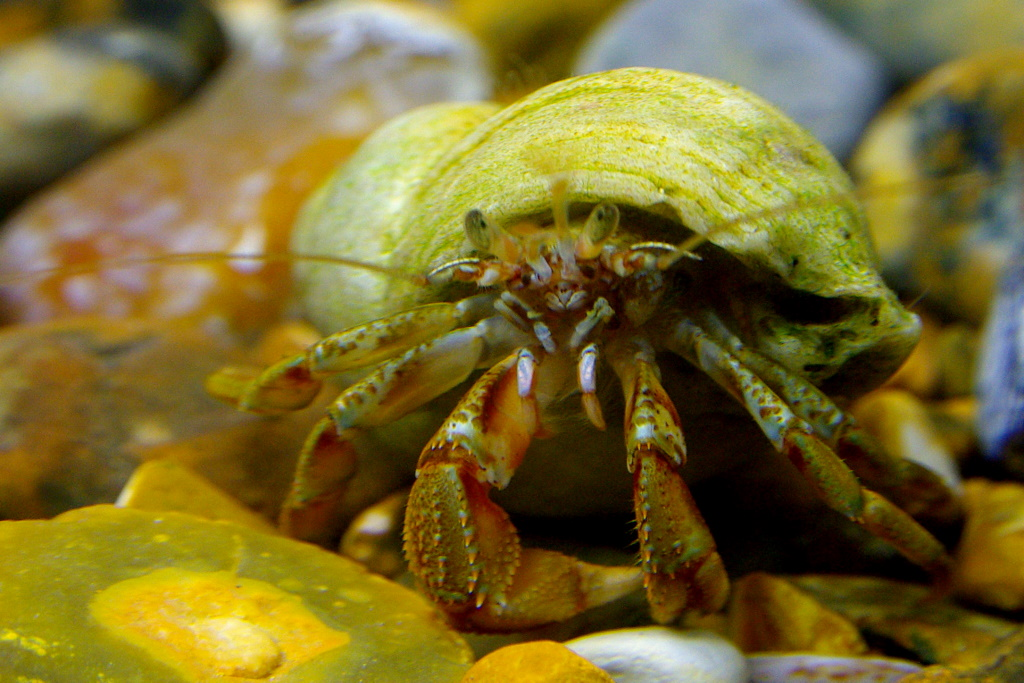
Pustelnik bernardyn – jeden ze składników diety kurka czerwonego wśród skorupiaków

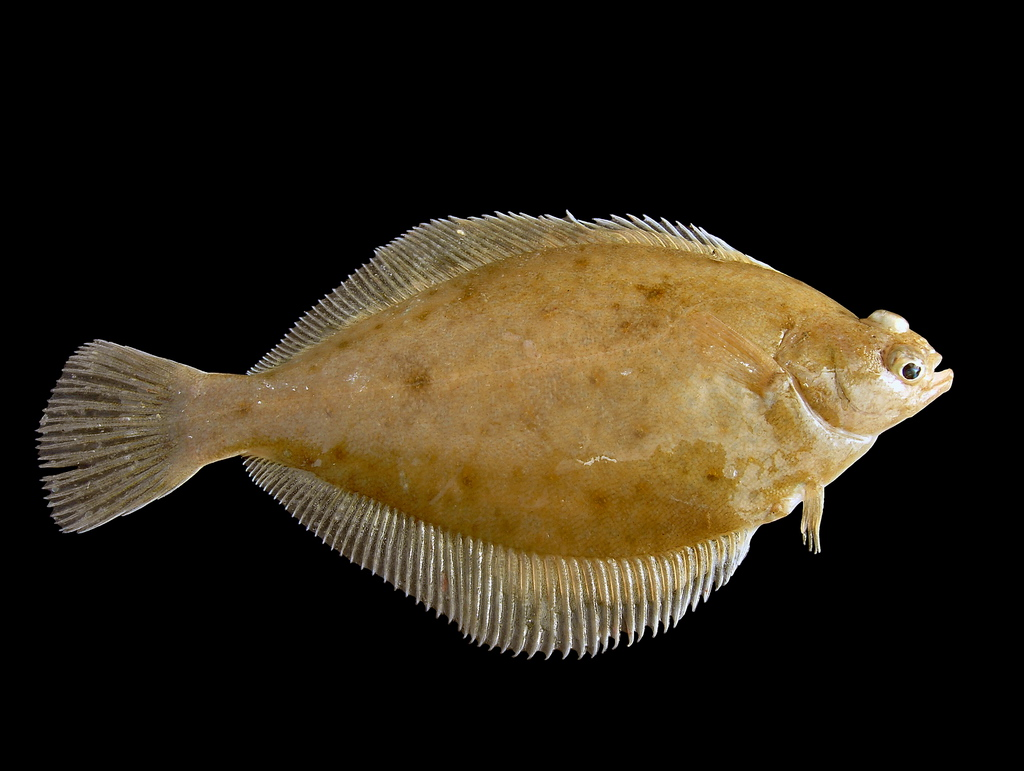
Zimnica – jeden ze składników diety kurka czerwonego wśród ryb

Kurek czerwony, żerując, przejawia zachowania oportunistyczne. Jego dieta jest zróżnicowana. Żywi się głównie małymi rybami, skorupiakami i mięczakami. W oparciu o analizę zawartości żołądków kurków czerwonych w ich diecie stwierdzono przedstawicieli ryb wielu rodzin, m.in.: dobijakowatych, dorszowatych – dorsz atlantycki, okowiel, witlinek, piotroszowatych – piotrosz, solowatych – sola zwyczajna, Buglossidium luteum, lirowatych – lira, lira kalion, Callionymus reticulatus, Callionymus risso, wstęgówkowatych – Cepola macrophthalma, śledziowatych – sardynka europejska, kongerowatych – konger, płastugi z rodziny Citharidae – Citharus linguatula, ostrobokowatych – ostrobok pospolity, igliczniowatych, ciosankowatych, babkowatych, m.in. z rodzaju Pomatoschistus, babka wielkołuska, babka złocista, Deltentosteus quadrimaculatus, flądrowatych – gładzica, niegładzica, zimnica. Wśród skorupiaków obecne były dziesięcionogi – Alpheus glaber, Anapagurus levis, Bathynectes longispina, Crangon crangon, Crangon allmanni, Corystes cassivelanus, Solenocera membranacea, Sicyonia carinata, Processa hemphilli, Processa canaliculata, Pontophilus spinosus, Pontophilus gorei, Pontophilus fasciatus, z rodzaju Pontocaris, Planes minutus Philocheras trispinosus, Philocheras bispinosus, pustelnik bernardyn, z rodzaju Palaemon, ustonogi – Squilla mantis, torboraki – Anchialina agilis, Pseudocuma longicornis, widłonogi z rodzaju Caligus. Mięczaki były reprezentowane przez: małże z rodziny sercówkowatych, rogowcowatych, przegrzebkowatych, Corbulidae – Corbula gibba, Veneridae – Venus verrucosa, Nuculidae – Nucula nucleus, głowonogi, m.in. kalmarowate – Alloteuthis subulata, Sepiolidae – Sepiola rondeletti, ślimaki – Turritella comunis, z rodzaju Rissoa. W diecie kurka czerwonego stwierdzono również glony i wieloszczety, w tym nereidy. Nie występują różnice w odżywianiu między osobnikami męskimi a żeńskimi, natomiast zauważono zmianę preferencji żywieniowych wraz ze wzrostem ciała. W zawartości żołądkowej osobników większych dominowały ryby. Zaobserwowano także sezonową zmienność diety. Zimą przeważają ryby, latem skorupiaki. Kurki czerwone z kolei padają ofiarą innych ryb, np. ostrobokowatych, w tym serioli olbrzymiej. Znane są przypadki kanibalizmu.

## Znaczenie gospodarcze i ochrona
Kurek czerwony jest bardzo ważnym gatunkiem handlowym. Poławiany jako ryba konsumpcyjna – gospodarczo i w wędkarstwie, spotykany w akwariach publicznych. Śnieżnobiałe mięso kurka czerwonego jest uważane za smaczne i wysoko cenione, zwłaszcza w krajach z ciepłym klimatem. W 2011 jednostki belgijskie złowiły 438 ton tej ryby, duńskie – 37 t, francuskie – 868 t, przy czym większość, bo 861 t, pochodziło z regionu północno-wschodniego Atlantyku, holenderskie – 1667 t, portugalskie – 75 t. W połowach realizowanych przez większość wyżej wymienionych krajów w latach 2007–2011 zaobserwować można tendencję spadkową całkowitej masy. W 2007 Holendrzy pozyskali 2088 t, Francuzi – 1353 t, Belgowie – 688 t, Duńczycy – 79 t. Jedynie Portugalczycy zanotowali wzrost, poławiając 28 t więcej niż w 2007. W Turcji w 1984 połowiono 316 t całej rodziny kurkowatych. Do połowu wykorzystuje się najczęściej włoki i haki denne.
Od 2015 IUCN uznaje kurka czerwonego za gatunek najmniejszej troski (LC).